# Trận Grand Port
Lỗi Lua: bad argument #1 to 'lc' (string expected, got number).
Trận Grand Port là một trận hải chiến giữa các phi đội tàu frigate của Hải quân Pháp và Hải quân Hoàng gia Anh. Cuộc chiến đã diễn ra trong các ngày 20-27 tháng 8 năm 1810 tranh chấp quyền sở hữu bến cảng Grand Port trên Isle de France (Mauritius) (nay Mauritius) trong chiến tranh Napoleon. Đội tàu Anh gồm bốn tàu frigate đã tìm cách phong tỏa các cảng để ngăn chặn người Pháp sử dụng nó thông qua việc chiếm Île de la Passe kiên cố tại lối vào của nó. Vị trí này đã bị chiếm giữ bởi một nhóm đổ bộ của Anh vào ngày 13 tháng 8, và khi một đội Pháp dưới sự chỉ huy của thuyền trưởng Guy-Victor Duperré tiếp cận vịnh chín ngày sau đó chỉ huy người Anh, thuyền trưởng Samuel Pym, quyết định dụ họ vào vùng nước ven biển có số lượng quân vượt trội của mình có thể được đưa đến chống trả các tàu Pháp.
Bốn trong số năm tàu Pháp đã có thể vượt qua thế bị Anh phong tỏa, tìm nơi trú ẩn trong các khu vực neo bảo vệ, mà chỉ có thể truy cập thông qua một loạt các rạn san hô phức tạp và bãi cát đó là không thể vượt qua mà không có một hoa tiêu cảng có kinh nghiệm. Khi Pym ra lệnh tàu frigate của mình tấn công tàu Pháp đang neo đậu vào ngày 22 và 23, tàu của ông đã trở thành bị mắc kẹt trong eo biển hẹp của vịnh: hai chiếc đã không thể cập bờ; một chiếc thứ ba, thua kém đội tàu Pháp kết hợp về số lượng, đã bị đánh bại; và chiếc thứ tư là không thể đến gần trong tầm súng hiệu quả.
Mặc dù các tàu Pháp cũng đã hư hỏng nặng, trận chiến là một thảm họa đối với người Anh: một con tàu đã bị bắt giữ sau khi bị thiệt hại không thể khắc phục, con tàu cập bờ đã bị phóng hỏa để ngăn chặn nó bị quân Pháp lên boong chiếm giữ còn chiếc tàu còn lại đã bị bắt giữ khi nó rời bến cảng bên cạnh đội tàu chính của Pháp từ Port Napoleon dưới sự chỉ huy của Commodore Jacques Hamelin